# Peloteros (película)
Peloteros es una película peruana dirigida por Nelson 'Coco' Castillo Fernández, producida por Gustavo Sánchez y protagonizada por Joel Ezeta, Marco Antonio Solís, Christian Ruiz, Stefano Tosso, Frank Mac Bride, Yamir Londres, Mónica Cabrejos y Maricarmen Marín.
Narra las peripecias de un grupo de adolescentes durante la década de los 90 en un populoso barrio limeño. La mayor parte de la película se centra alrededor del deporte que más le gusta a los chicos: fútbol. El nombre de la película, "Peloteros", es la misma jerga utilizada en Perú para definir a un grupo de hombres, sin importar la edad, que tratan de jugar a fútbol en cualquier momento posible.

## Argumento
En un barrio de Breña, Lima, un grupo de peloteros jugaban siempre los domingos con jugadores más hábiles, y perdían. El grupo estaba conformado por Norman (Joel Ezeta), Luchito (Marco Antonio Solís), "Vargas Llosita", el intelectual del grupo (Christian Ruiz); Aldo (Stefano Tosso), el Negro (Frank Mac Bride) y el Chino (Yamir Londres). A pesar de eso, los chicos celebraban, se relajaban bebiendo.
Pero hay dificultades que se presentan: Luchito les dice a sus amigos que pronto se mudará a EE. UU., pero están en necesidad de dinero para su pasaje y sus estudios; Norman presencia los maltratos físicos y sexuales que su padre alcohólico Ramiro (Juan Manuel Ochoa) le hace a su madre, Rosa (Mónica Cabrejos).
Los jóvenes peloteros anhelan mucho inscribirse a un campeonato de fútbol y ganar dicha competencia, demostrando la amistad que tienen, la pasión que sienten por el deporte, y el amor que buscan tener con las mujeres. Entre esta historia (narrada por Vargas Llosita), hay otras hazañas del grupo de adolescentes, siendo divertidas o serias que quedarán para toda la vida y las de los jóvenes muchachos.

## Reparto
- Joel Ezeta como Norman.
- Marco Antonio Solís como Luchito.
- Christian Ruiz como Vargas Llosita.
- Stefano Tosso como Aldo.
- Frank Mac Bride como Negro.
- Yamir Londres como Chino.
- Maricarmen Marín como Marlene.
- Mónica Cabrejos como Rosa.
- Juan Manuel Ochoa como Ramiro.
- Javier Echevarría como Carlos.
- Ricky Tosso como Paquito.
- Renzo Schuller como Norman (adulto).

## Recepción
La película se estrenó el 29 de junio de 2006 en Lima, Perú. En Cuba, Peloteros se exhibió en el Festival Internacional de Cine Pobre en abril de 2007. Luego fue lanzado en DVD en 2007, al igual que su edición norteamericana del mismo año por Laguna Productions.
En Chile se eligió como mejor largometraje del Segundo Festival de Cine Social y Derechos Humanos en 2008.